# Словенія на зимових Олімпійських іграх 2010
Словенія на зимових Олімпійських іграх 2010 була представлена 47 спортсменами в 9 видах спорту.

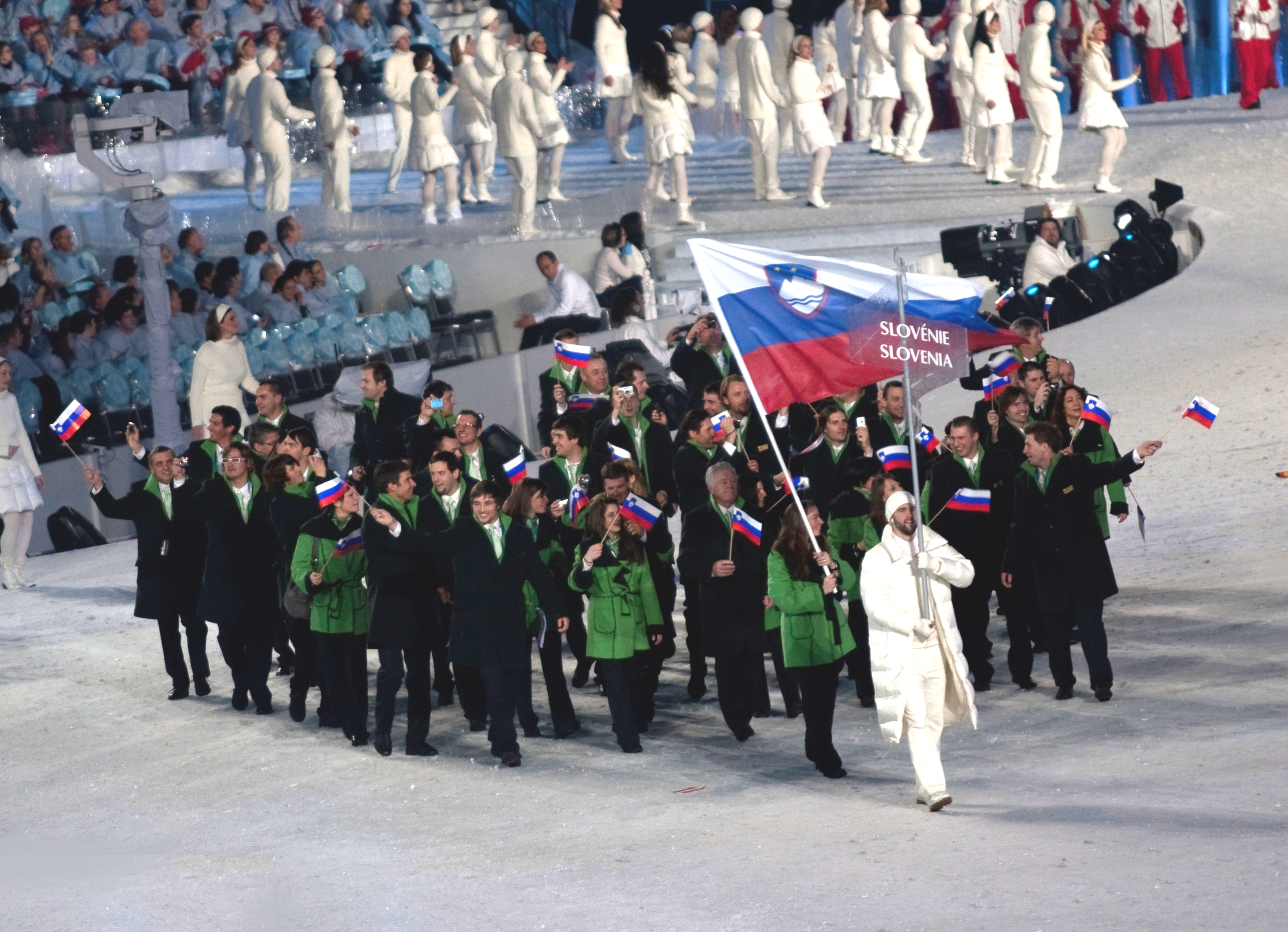
Збірна Словенії під час Параду націй на церемонії відкриття Олімпіади

## Медалісти
Срібло
| Срібло |            |                                              |
| №      | Спортсмени | Вид спорту (дисципліна)                      |
| 1      | Тіна Мазе  | гірськолижний спорт, супергігантський слалом |
| 2      | Тіна Мазе  | гірськолижний спорт, гігантський слалом      |

Бронза
| Бронза |              |                         |
| №      | Спортсмени   | Вид спорту (дисципліна) |
| 1      | Петра Майдич | Лижні перегони, спринт  |